# 4. vlada Republike Slovenije
4. vlada Republike Slovenije je bila vlada v obdobju od 27. februarja 1997 do 7. junija 2000.

## Zgodovina
Na državnozborskih volitvah leta 1996 je 27 % glasov prejela Liberalna demokracija Slovenije; tako da je njen predsednik, dr. Janez Drnovšek, 9. januarja 1997 postal mandatar za sestavo nove vlade. Po sestavi koalicije je vlada zaprisegla 27. februarja istega leta.
Mandat vlade je trajal med 9. januarjem 1997 in 7. junijem 2000. To je bila tudi prva vlada v zgodovini samostojne Slovenije, proti kateri je bila vložena interpelacija, ki je bila nato sprejeta v Državnem zboru, zaradi česar je 7. junija prenehala z delom.

## Koalicija
- LDS
- SLS
- DeSUS

## Predsednik vlade
- Janez Drnovšek

## Ministri
- minister brez resorja (nadomešča predsednika vlade in koordinira ministrstva: Marjan Podobnik (27. februar 1997-7. junij 2000)
- minister za delo, družino in socialne zadeve: mag. Anton Rop (27. februar 1997-7. junij 2000)
- minister za ekonomske odnose in razvoj: dr. Marjan Senjur (27. februar 1997-7. junij 2000)
- minister za finance: Mitja Gaspari (27. februar 1997-7. junij 2000)
- minister za gospodarske dejavnosti: Metod Dragonja (27. februar 1997-20. april 1999), dr. Tea Petrin (20. april 1999-7. junij 2000)
- minister za malo gospodarstvo in turizem: Janko Razgoršek (29. oktober 1997-7. junij 2000)
- minister za kmetijstvo, gozdarstvo in prehrano: Ciril Smrkolj (27. februar 1997-7. junij 2000)
- minister za kulturo: Jožef Školč (27. februar 1997-7. junij 2000)
- minister za notranje zadeve: Mirko Bandelj (27. februar 1997-16. februar 1999), Borut Šuklje (24. marec 1999-7. junij 2000)
- minister za obrambo:Tit Turnšek (27. februar 1997-13. marec 1998), mag. Alojzij Krapež (13. marec 1997-24. november 1998), dr. Franci Demšar (4. februar 1999-7. junij 2000)
- minister za okolje in prostor: dr. Pavel Gantar (27. februar 1997-7. junij 2000)
- minister za pravosodje: Tomaž Marušič (27. februar 1997-7. junij 2000)
- minister za promet in zveze: mag. Anton Bergauer (27. februar 1997-7. junij 2000)
- minister za šolstvo in šport: dr. Slavko Gaber (27. februar 1997-29. julij 1999), dr. Pavel Zgaga (29. julij 1999-7. julij 2000)
- minister za zdravstvo: dr. Marjan Jereb (27. februar 1997-7. julij 2000)
- minister za znanost in tehnologijo: dr. Alojzij Marinček (27. februar 1997-7. julij 2000)
- minister za zunanje zadeve: Zoran Thaler (27. februar 1997-25. september 1997), dr. Boris Frlec (25. september 1997-2. februar 2000), dr. Dimitrij Rupel (2. februar 2000-7. junij 2000)
- minister brez resorja (evropske zadeve): Igor Bavčar (29. oktober 1997-7. junij 2000)
- minister brez resorja (lokalna samouprava): mag. Božo Grafenauer (27. februar 1997-7. junij 2000)
- minister brez resorja (koordinacija delovnih teles s področja socialnega varstva): Janko Kušar (27. februar 1997-7. junij 2000)